# 2MASS 1114−2618
2MASS 1114-2618 är en ensam stjärna belägen i den södra delen av stjärnbilden Vattenormen. Den har en skenbar magnitud av ca 15,86 (J) och kräver ett kraftfullt teleskop för att kunna observeras. Baserat på uppmätt parallax på ca 179,2 mas beräknas den befinna sig på ett avstånd av ca 18,2 ljusår (ca 5,58 parsec) från solen. Stjärnan har en ganska stor egenrörelse på 3 043,2 mas/år vid positionsvinkeln 262,75 grader, vilket anger rörelse i sydvästlig riktning på himlen. På ett avstånd av 18,20 ljusår (antagen parallax 179,2 ± 1,4 mas) är motsvarande tangentiella hastighet 80,56 km/s.

## Observation
2MASS 1114−2618 upptäcktes 2005 av C. G. Tinney et al. från 2MASS Wide-Field T Dwarf Search (WFTS), baserat på observationer som erhållits vid Anglo-Australian Telescope, Siding Spring, Australien. År 2005 publicerade Tinney et al. en artikel i The Astronomical Journal, där de presenterade upptäckten av fem nya bruna dvärgar av spektraltyp T, bland vilka också fanns 2MASS 1114−2618.
Trigonometrisk parallax av 2MASS 1114−2618, uppmätt 2012 av Dupuy & Liu under Hawaii Infrared Parallax Program, är 0,1792 ± 0,0014 bågsekund, motsvarande ett avstånd på 5,58 ± 0,04 parsec eller 18,20 ± 0,14 ljusår.
Den fotometriska avståndsuppskattningen av 2MASS 1114−2618, publicerad i dess upptäcktsdokument 2005, är 7 parsec (22,8 ljusår).  Spektrofotometrisk avståndsuppskattning av Kirkpatrick et al. (2012), är 6,6 parsec (21,5 ljusår).

## Egenskaper

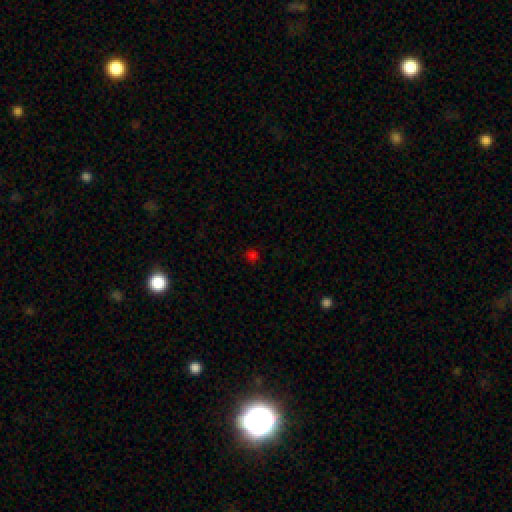
2MASS 1114-2618.
Foto = Legacy Imaging Surveys

2MASS 1114-2618 är en brun dvärgstjärna av spektralklass T7.5 Den har en massa av 0,029 - 0,048 solmassa motsvarande 30 - 50 jupitermassor. Den har en effektiv temperatur av 725 - 775 K.